# Malacomorpha guamuhayaense
Malacomorpha guamuhayaense is een insect uit de orde Phasmatodea en de  familie Pseudophasmatidae. De wetenschappelijke naam van deze soort is voor het eerst geldig gepubliceerd in 2008 door Zompro & Fritzsche.